# Hook (Yorkshire de l'Est)
 (septembre 2023).
;
Pour les articles homonymes, voir Hook.
Hook est une paroisse civile et un village du Yorkshire de l'Est, en Angleterre.